# Brecha de empatía
Una brecha de empatía frío-caliente es un sesgo cognitivo en el que la gente infravalora la influencia de los impulsos viscerales en sus actitudes, preferencias y comportamientos.
El aspecto más importante de esta idea es que el entendimiento del ser humano es "estado-dependiente". Por ejemplo, cuando alguien está enfadado, es difícil que entienda lo que es estar calmado y viceversa; cuando alguien se encuentra enamorado, le resulta complicado comprender lo que significa no estarlo.
Las brechas de empatía caliente-frío, pueden ser analizadas de acuerdo a su dirección:
1. Caliente a frío: Cuando alguien se encuentra bajo la influencia de factores viscerales (estado caliente), no llega a comprender por completo en qué medida su comportamiento y sus preferencias están siendo afectadas por su estado actual; pensando que esta situación refleja sus objetivos a largo plazo.
2. Frío a caliente: Gente en un estado frío tiene dificultades para imaginarse en un estado caliente, minimizando la fuerza motivacional de sus impulsos viscerales. Esto conlleva que el sujeto no esté preparado para gestionar sus impulsos viscerales cuando estas fuerzas inevitablemente se presentan.